# Guía (fromage)
Pour les articles homonymes, voir Guia.
Le guía, ou queso de Guía, est un fromage espagnol fabriqué à partir de lait de brebis auquel peut être ajouté du lait de vache et de chèvre, fabriqué sur l'île de Grande Canarie aux Canaries. Il existe trois variantes de ce fromage : le queso de flor de Guía, queso de media flor de Guía et queso de Guía. Leur différence réside dans l'agent coagulant utilisé pour réaliser le caillage :
- le queso de flor de Guía est caillé grâce à une présure végétale tirée des capitules floraux des chardons Cynara cardunculus var. ferocissima et Cynara scolymus ;
- le queso de Guía est caillé grâce à une présure animale classique ;
- le queso de media flor de Guía est caillé grâce à un mélange d'au moins 50% de la présure végétale utilisée pour le queso de flor de Guía issue de chardons et de présure animale.

Le Guía est protégé par une appellation d'origine protégée depuis 2006.

## Nom
Le nom de queso de Guía provient de la région de Altos de Guía, sur l'île de Grande Canarie, où est produit le fromage. Le mot flor qui apparaît dans le nom des variantes queso de flor de Guía et queso de media flor de Guía vient de l'utilisation d'une présure végétale provenant de fleurs d'espèces locales de chardons. 

## Description
Les fromages se présentent sous forme de cylindres de 4 à 6cm de haut et de 15 à 30cm de diamètre. Ils pèsent de 500 g à 1 kg. Ces fromages ont deux qualifications, indiquant leur degré d'affinage :
- semi-curado pour un affinage entre 15 et 60 jours ;
- curado pour un affinage de plus de 60 jours.

Les fromages semi-curados ont une pâte molle et crémeuse, couleur crème, de goût amer et légèrement acide. Leur croûte est fine et élastique, de couleur blanche. Les fromages curados ont une pâte dure de couleur jaune brunâtre, de goût amer et piquant. La croûte est plus dure et plus épaisse que celle des fromages semi-curados, et est de couleur marron foncé. Pour tous les types d'affinage, la croûte porte les marques du moule sur la face inférieure.
Les différents guía ont tous un extrait sec d'au moins 55.5%, une teneur en matière grasse sur extrait sec d'au moins 27.5% et une teneur en protéine sur extrait sec d'au moins 22.50%

## Fabrication
Les guias sont produits dans trois communes de l'île Grande Canarie: Gáldar, Moya et Santa María de Guía. Le lait, de brebis, de vache et de chèvre, doit provenir de ces trois communes. Brebis, vaches et chèvres doivent être de race canarienne (des croisements sont autorisés pour les vaches). Les laits de brebis, vache et chèvre doivent être mélangés dans des proportions comportant au minimum 60% de lait de brebis, au maximum 40% de lait de vache et au maximum 10% de lait de chèvre, de sorte que malgré l'ajout de lait de vache et de chèvre, on peut encore parler d'un fromage de brebis. Pour les queso de flor de Guía et queso de media flor de Guía, le caillage s'effectue avec de la présure végétale issue de deux espèces de chardons endogènes de la région : Cynara cardunculus var. ferocissima et Cynara scolymus. Le media flor de Guía peut adjoindre à cette présure végétale jusqu'à 50% de présure animale classique. Les fromages bénéficiant de l'appellation d'origine protégée ne peuvent être produit que de janvier à juillet, lorsque les brebis paissent sur les territoires des trois communes autorisées à produire ces fromages. 
Lorsque le fromage est produit à partir de lait cru provenant de bêtes appartenant au producteur, le fromage peut bénéficier d'une mention artesano (artisanal).